# Berkshire (grofovija)
 Ovo je članak o grofoviji Berkshire. Za druga značenja pogledajte Berkshire (razdvojba).
Berkshire (/ ˈbɑːrkʃɪər, -ʃər / (u 17. stoljeću ponekad se fonetski piše kao Barkeshire; skraćeno Berks) je grofovija u Jugoistočnoj Engleskoj. Jedna je od matičnih grofovija kojoj je kraljica Elizabeta II. 1957. godine dodijelila status Kraljevske grofovije Berkshire zbog dvorca Windsor koji se nalazi u njoj. Pisma patent (letters patent) su izdana 1974. godine. Berkshire je grofovija povijesnog podrijetla, te je ceremonijalna i nemetropolitanska grofovija kojom ne upravlja grofovijsko vijeće. Grofovijsko administrativno sjedište je grad Reading.

Rijeka Temza čini povijesnu sjevernu granicu, od Buscota na zapadu do Old Windsora
 na istoku. Povijesna grofovija, prema tome, uključuje teritorij kojim sada upravlja Vale White Horse
 i dijelove Južnog Oxfordshirea u Oxfordshiru, ali isključuje Caversham,
 Slough i pet manje naseljenih naselja na istoku kraljevskog okruga Windsor i Maidenhead. Sve spomenute promjene, osim promjene u Cavershamu, dogodile su se 1974. Gradovi Abingdon, Didcot, Faringdon, Wallingford
 i Wantage
 prebačeni su u Oxfordshire, a šest pridruženih mjesta došla su iz Buckinghamshirea. Vijeće okruga Berkshire bilo je glavna lokalna samouprava većine područja od 1889. do 1998. godine i administrativno sjedište mu je bilo u Readingu, grofovijskom gradu koji je imao vlastitu grofovijsku okružnu upravu od 1888. – 1974.
Od 1998. godine Berkshireom upravlja šest unitarnih uprava: Bracknell Forest, Reading, Slough, Zapadni Berkshire, Windsor i Maidenhead i Wokingham. Ceremonijalna grofovija graniči s Oxfordshireom (na sjeveru), Buckinghamshireom (na sjeveroistoku), Velikim Londonom (na istoku), Surreyom (na jugoistoku), Wiltshireom (na zapadu) i Hampshireom (na jugu). Nijedan dio grofovije nije udaljen više od 13,7 km od autoceste M4 koja povezuje London i jugozapadni Wales.

## Etimologija toponima
Berkshire je ime drevnog anglosaksonskog podrijetla i potječe od obitelji koja je nekoć živjela u Berkshireu, Wiltshireu i Yorkshiru. Naziv je izvorno preveden u staroengleskom obliku Berrocsire, koji je izvorno izveden iz tako nazvanog grada, a kasnije je evoluirao u njegov moderniji oblik. Drevnog je keltskog podrijetla, a dolazi od elemenata berro, što znači brdovita i scir, što znači oblast.

Međutim, pozivajući se na životopis kralja Alfreda, koji je 893. godine napisao Asser, biskup od Salisburyja, njegovo staro ime Bearrocscir dobilo je ime po šumi šimšira, koja se zvala Bearroc (keltska riječ koja znači "brdovita"). Ova šuma, koja izvjesno više ne postoji, bila je zapadno od Frilshama, blizu Abingdona.

## Povijest
Mnogo podataka vezanih za ranu povijest grofovije zabilježeno je u kronikama Abingdonske opatije, koja je u vrijeme pregleda imovine bila druga, odmah nakon krunskih posjeda, kako po opsegu tako i po broju svojih posjeda, među kojima je i opatija Sutton Courtenay. Biskup Asser također je vršio značajne sudske i upravne ovlasti, a njegov je sud bio obdaren privilegijama härad suda i bio je oslobođen odgovornosti prema šerifu kao i njegovom eventualnom miješanju u donošenje i izvršavanje sudskih i upravnih odluka. Berkshire i Oxfordshire imali su zajedničkog šerifa sve do dolaska kraljice Elizabete I., a shire sud je radio u Grauntpontu. Nakon toga zasjedanja porotnog suda su se održavala u Readingu, Abingdonu i Newburyju, ali su se od 1911. u cijelosti održavala u Readingu.

### Bitke u Berkshiru
Berkshire je tijekom svoje povijesti bio poprište nekih značajnih bitaka. Nizom vojnih operacija Alfreda Velikog protiv sjevernogermanskog plemena Danaca, uključivale su bitke u Englefieldu, Ashdownu i Readingu.

 
Newbury je bio mjesto dva engleska građanska rata, a druge međunarodne skupine vodile su bitke: Prva bitka Newburya (kod Wash Commona) 1643. i Druga bitka Newburya (u Speenu) 1644. godine. Obližnji dvorac Donnington
 sveden je nakon druge bitke na ruševine. Još jedna bitka kod Readinga odigrala se 9. prosinca 1688. godine. Bila je to jedina značajna vojna akcija u Engleskoj tijekom Slavne revolucije i završila je odlučujućom pobjedom snaga lojalnih Vilimu Oranskom.

## Moderno doba
Reading je postao novi grofovijski glavni grad 1867. godine, preuzimajući vlast od Abingdona, koji je i nadalje ostao u grofoviji. Prema Zakonu o lokalnoj samoupravi iz 1888. godine (Local Government Act 1888.), vijeće grofovije Berkshire preuzelo je funkcije kvartalnog zasjedanja (Court of quarter sessions) Berkshira, pokrivajući administrativnu grofoviju Berkshire, koje su isključile grofovijsku općinu Reading. Promjene granica u ranom periodu 20. stoljeća bile su manje, s tim da je Caversham iz Oxfordshirea postao dio općine Reading.

Dana 1. travnja 1974., granice Berkshirea promijenile su se prema Zakonu o lokalnoj upravi iz 1972. (Local Government Act 1972.) Berkshire je preuzeo upravu nad Sloughom i Etonom te dijelom bivšeg ruralnog okruga Eton u Buckinghamshiru. Sjeverni dio grofovije postao je dio Oxfordshira, s Faringdonom, Wantageom i Abingdonom a njihovo zaleđe postaje dijelom Vale of White Horse okruga, dok su Didcot i Wallingford dodani su okrugu Južni Oxfordshire. '94. (Berkshire Yeomanry) Signalna regimenta još uvijek drži Bijelog konja iz Uffingtona u svojim oznakama, iako se Uffington, pa tako i Bijeli konj po kojemu je poznat nalaze u sadašnjem Oxfordshiru. Izvornom Bijelom knjigom o lokalnoj samoupravi predloženo je prebacivanje Henley na Temzi iz Oxfordshirea u Berkshire, no ovaj prijedlog nije ušao u nacrt prijedloga zakona predstavljenog parlamentu na raspravu.

Dana 1. travnja 1998. vijeće grofovije Berkshire ukinuto je na preporuku Banham komisije - Povjerenstva lokalne uprave za Englesku (1992.), (Local Government Commission for England (1992)) a okruzi su postali unitarne uprave. Za razliku od sličnih reformi na drugim mjestima u isto vrijeme, nemetropolitanska grofovija nije ukinuta. 
Zastava povijesne grofovije Berkshire registrirana je u Institutu za zastave 2017. godine.

## Geografija
Berkshire se dijeli na dva topološka i pridružena geološka dijela: istočno i zapadno od Readinga. Rijeka Temza u svome sjeveroistočnom toku Berkshira tvori niske vapnenačke zavojite pojase u obliku slova "m", južno od kojih se širi i postaje glinovita i šljunkovita, nekad vodenasta ravnica od Earleyja do Windsora, a dalje južno, su parcele i pojasevi ne-erodiranog kremena i slabo kiselog tla, dok su na sjeveru Bagshot, formacije pijeska i glina plitkovodnog podrijetla, sve sjeverno od Surreya i Hampshirea. Swinley šuma poznata i kao Bracknell Forest, Windsor Great Park te Crowthorne i Stratfield Saye Woods bogata je stabalima borova, srebrne breze i drugih stabala koja rastu na slabo kiselom tlu.

## Obrazovne institucije
U Berkshireu se nalaze sljedeće obrazovne ustanove: Sveučilište Reading (koje uključuje i Henley Business School), Imperial College London (kampus Silwood Park) i Sveučilište zapadnog Londona (University of West London). Tu je i The Chartered Institute of Marketing, te prestižne neovisne škole Ludgrove School - škola za 200 dječaka dobi od 8-13 godina, Eton College, neovisni internat za dječake dobi od 13–18 godina u gradu Eton, u neposrednoj blizini grada Windsor, i Wellington College, te nekoliko gimnazija, uključujući Reading Grammar School- gimnaziju za dječake, Kendrick School- gimnaziju za djevojčice i mješovitu gimnaziju Herschel Grammar School.

## Galerija
- Dvorac Windsor, zalazak sunca,
- Rijeka Temza u Abingdonu, pogled prema župnoj crkvi sv. Helene.
- Eton College, pogled sa sjeverne strane.
- Most Caversham preko rijeke Temze u Readingu.
- Pogled na Wellington college s južne strane